# オニナルコスゲ
オニナルコスゲ Carex vesicaria L. はカヤツリグサ科スゲ属の植物の1つ。果胞は大きく、その先端には鋭い2本の歯状突起がある。

## 特徴
多年生の草本。地下に長い匍匐茎を伸ばして群生する。草丈は花茎が30～100cmで、葉はそれより短い。葉は幅が3～8mmで、鮮やかな緑色でざらつきがある。基部の鞘は赤褐色に色づき、その前の面は糸網状に細かく裂ける。草質はやや硬い。
花期は5～8月。花序は総状で、頂小穂とそれに続く2～3個の側小穂が雄性で、その下方に2～4個の雌性の側小穂が続く。小穂の基部の苞は鞘はないか、短い鞘があり、葉身部は葉状によく発達する。雄小穂は線形で長さ3～5cmで短い柄がある。雄花鱗片は褐色で先端は鈍く尖るか尖っている。雌小穂は柱状で長さ3～7cm、果胞が密集して着き、柄があり、上方のものは短いが最下のものは長くなることもある。雌花鱗片は淡い褐色だが中肋は緑色をしていて太く、果胞より短くて先端は尖っているか突き出して尖る。果胞は卵形で長さ6～8mm、多数の脈があり、毛はなく、成熟すると膨らむ。先端側は長い嘴となり、その先端の口部は深く切れ込んで二つの歯状突起となっている。果実は倒卵形で長さ2～3mm、緩やかに果胞に包まれる。柱頭は3つに裂ける。
和名はナルコスゲより大型で硬いことに依る、とのことだが、そもそもナルコスゲとは類縁も遠く、また姿も全くと言っていいほど似ていないので納得するのは難しいところである。

## 分布と生育環境
日本では北海道、本州、九州から知られ、国外では北半球の温帯域一般に広く分布する。
湿地や河畔に生える。

## 分類、近似種など
本種は頂小穂とそれに続く側小穂が雄性、下方の側小穂は雌性、果胞が大型で厚い膜質で無毛であること、柱頭が3つに裂けることなどの特徴から勝山(2015)はオニナルコ節 Sect. Vesicariae に含めている。この節には日本に6種が知られるが、本種はその中で葉が平坦で幅が広く、雄小穂が複数で、果胞が6～9mm程度といった特徴で見分けられる。似たものとしてはオニスゲ C. dickinsii は雄小穂が頂小穂1個のみで、雌小穂は柄がなくて短く、果胞は本種より大きい8～10mmであり、またオオカサスゲ C. rynchophysa は雌小穂が5～10cmと長く、果胞は5～6mmとより小さい。
なお、名前の元となっているナルコスゲ C. curvicollis は草丈が20cmからせいぜい40cm、花茎は先端側が枝垂れて小穂は垂れ、果胞は長さ4～5mmと本種より遙かに小さく、また渓流沿いの岩の上に生えるもので匍匐茎も出さない。つまり見かけも生育環境も大いに違っている。

## 保護の状況
環境省のレッドデータブックでは指定がないが、都府県別では埼玉県、京都府、大分県と宮崎県で絶滅危惧I類、新潟県、静岡県、三重県で絶滅危惧II類、山形県、千葉県、福井県で準絶滅危惧の指定があり、他に滋賀県では分布状の重要種に指定されており、また東京都と香川県では絶滅したとされている。